# Kozani FC
Kozani F.C. este o echipă de fotbal din Kozani, Grecia. Clubul s-a format în aprilie 1964 prin fuziunea echipelor locale  Makedonikos și Olympiakos Kozanis. 